# دانشکده مهندسی نساجی دانشگاه صنعتی امیرکبیر

ساختمان دانشکده مهندسی نساجی (چپ)

دانشکده مهندسی نساجی، یکی از قدیمی‌ترین دانشکده‌های دانشگاه صنعتی امیرکبیر (پلی‌تکنیک تهران) است که فعالیت‌های خود را از سال ۱۳۳۷ شمسی به عنوان اولین رشته مهندسی نساجی کشور تحت نام انستیتو مهندسی نساجی و رنگرزی آغاز کرده‌است. در سال ۱۳۷۴ به دنبال گسترش فعالیت‌های آموزشی و پژوهشی، ساختمان جدید این دانشکده به عنوان بزرگترین مجتمع آموزشی نساجی کشور با ساخت کارگاه‌ها و آزمایشگاه‌های مجهز در ۱۱ طبقه به مساحت ۲۷ هزار متر مربع مورد بهره‌برداری قرار گرفت. این دانشکده تاکنون مهندسین و متخصصان ورزیده‌ای در سطح کشور تربیت کرده که بسیاری از آنان امروزه از ارکان مهم صنایع نساجی کشور محسوب می‌شوند.
تربیت نیروهای کارآمد و متخصص در زمینه‌های محصولات نساجی، ساخت الیاف، نخ، پارچه، پوشاک و تکمیل این صنایع که بزرگترین صنعت کشور پس از صنایع نفت است، از اهم هدف‌های آموزشی این دانشکده به حساب می‌آید. این دانشکده در حال حاضر در دوره کارشناسی بیش از ۵۰۰ نفر و در دوره تحصیلات تکمیلی در حدود ۲۵۰ نفر دانشجو دارد و فعالیت‌های علمی، آموزشی و پژوهشی دانشکده توسط ۳۴ نفر عضو هیئت علمی انجام می‌شود. براساس برنامه‌ریزی شورای عالی برنامه‌ریزی وزارت فرهنگ و آموزش عالی و مصوبات شورای عالی انقلاب فرهنگی، در گذشته این دانشکده در سه گرایش «شیمی نساجی ـ علوم الیاف»، «تکنولوژی نساجی» و «پوشاک» به تربیت نیروی متخصص مشغول بود. پس از بازنگری آموزشی، هم‌اکنون در پنج گرایش مهندسی فناوری نساجی، مهندسی شیمی نساجی، مهندسی الیاف، مهندسی پوشاک و مهندسی منسوجات صنعتی به تربیت نیروی متخصص فعالیت دارد.
همچنین در مقطع کارشناسی ارشد گرایش‌های «شیمی نساجی و علوم الیاف»، «تکنولوژی نساجی»، «سازه‌های نانولیفی» و «مدیریت صنایع نساجی» در این دانشکده ارائه می‌شود. علاوه بر آن دوره دکتری تخصصی «مهندسی نساجی» از سال ۱۳۷۲ در این دانشکده راه‌اندازی شده و در زمینه‌های مختلف تحقیقاتی در مرزهای دانش نساجی فعال است.

## امکانات آموزشی تحقیقاتی
با توجه به زمینه‌های آموزشی و تحقیقاتی در زمینه‌های تکنولوژی نساجی، ریسندگی، بافندگی، بافندگی حلقوی، فیزیک و مکانیک انواع منسوجات و سازه‌های لیفی، سنتز و بررسی خواص مواد رنگزا، تکمیل منسوجات، مدیریت تولید و تکنولوژی تولید پوشاک، شیمی و فیزیک رنگ، مدیریت فرایندهای شیمیایی، مسائل زیست‌محیطی در نساجی و سازه‌های نانو لیفی این دانشکده به ۳۶ آزمایشگاه، کارگاه و مرکز تحقیقات مجهز است که ۵۰ عنوان کارگاه و آزمایشگاه آموزشی و تحقیقاتی در آن‌ها ارائه می‌شود.

### هدف‌ها و فعالیت‌های تحقیقاتی
در معرفی این دانشگاه آمده‌است که فعالیت‌های تحقیقاتی این دانشکده به‌طور کلی به چهار گروه تقسیم می‌شود. پروژه‌های دانشجویی در مقاطع کارشناسی، کارشناسی ارشد و دکترا، پروژه‌های مورد نیاز صنایع، پروژه‌های تحقیقاتی مستقل و پروژه‌های تحقیقاتی در پژوهشکده مواد و فناوری‌های پیشرفته در نساجی

### قطب علمی
با توجه به سابقه و عملکرد آموزشی و پژوهشی اکنون دانشکده مهندسی نساجی دارای دو قطب علمی در صنعت نساجی کشور است. اسامی دو قطب علمی از قرار زیر است:
- هویت یابی‌های نوین در نساجی
- سازه‌های الیافی متعامل و بهبود محیط

## گرایش‌های آموزشی در مقطع کارشناسی
- مهندسی شیمی نساجی
- مهندسی الیاف
- مهندسی فناوری نساجی
- مهندسی پوشاک
- مهندسی منسوجات صنعتی

### گرایش مهندسی شیمی نساجی
در این گرایش دانشجویان شناخت، فناوری و کاربرد مواد شیمیایی و پلیمری در منسوجات گوناگون شامل رنگ، رنگرزی، چاپ، تکمیل، نانو و زیستی را فرا می‌گیرند.

### گرایش مهندسی الیاف
در این گرایش دانشجویان شناخت مواد پلیمری، رفتار فیزیکی- شیمیایی آن‌ها در تولید الیاف و بررسی خصوصیات الیاف برای تبدیل محصولات مختلف نساجی و منسوجات صنعتی را فرا می‌گیرند.

### گرایش مهندسی فناوری نساجی
در این گرایش دانشجویان با استفاده از علوم پایه مهندسی توان به‌کارگیری از ماشین آلات تولید محصولات صنعت نساجی (شامل تولید نخ و پارچه) را فرا می‌گیرند.

### گرایش مهندسی پوشاک
مهندسی پوشاک گرایشی است که طی آن دانشجویان برای پذیرفتن انواع مسئولیت‌های مرتبط با واحدهای صنعتی تولید پوشاک آماده می‌شوند.

### گرایش مهندسی منسوجات صنعتی
در این گرایش دانشجویان فناوری تولید منسوجات به منظور کاربردهای صنعتی را فرا می‌گیرند. البته این گرایش تنها برای یک ورودی در نظر گرفته شد و پس از آن به علت شباهت زیاد دروس به دروس کارشناسی ارشد، از این دانشکده حذف شد.

## گرایش‌های آموزشی در مقطع کارشناسی ارشد
گرایش‌های مقطع کارشناسی ارشد عبارتند از:
- کارشناسی ارشد مهندسی شیمی نساجی وعلوم الیاف
- کارشناسی ارشد مهندسی تکنولوژی نساجی
- کارشناسی ارشد مدیریت صنایع نساجی
- کارشناسی ارشد مهندسی ساختارهای نانولیفی

این دانشکده هر ساله از طریق آزمون سراسری در چهار گرایش تکنولوژی نساجی، شیمی نساجی و علوم الیاف، مدیریت نساجی و نیز گرایش ساختارهای نانولیفی اقدام به پذیرش دانشجو می‌نماید. به‌طور کلی هدف از تأسیس دوره‌های کارشناسی ارشد، ارتقاء سطح علمی و افزایش توان پژوهشی و تحقیقات مهندسی و همکاری گسترده‌تر با مراکز صنعتی، پژوهشی و آموزشی برای رفع نیازهای کشور می‌باشد. در طول مدت ۲ ساله این دوره‌ها، دانشجویان موظف هستند تا ۳۲ واحد درسی که شامل ۲۴ واحد دروس نظری، ۶ واحد پروژه عملی و ۲ واحد سمینار می‌باشد را با موفقیت بگذرانند.

### گرایش کارشناسی ارشد مهندسی شیمی نساجی و علوم الیاف
- کارشناسی ارشد شیمی نساجی و علوم الیاف

کارشناسی ارشد شیمی نساجی، دوره‌ای است آموزشی از دروس مهندسی شیمی نساجی همراه با انجام یک تحقیق علمی که منتهی به ارائه رساله‌ای در مورد در زمینه‌های علمی و مهندسی شیمی نساجی می‌گردد. هدف از ارائه این دوره تربیت نیروهای متخصصی است که دارای قابلیت‌ها و توانایی‌های مدیریتی در محدوده کاری شیمی نساجی باشند.

### گرایش کارشناسی ارشد مهندسی تکنولوژی نساجی
- کارشناسی ارشد مهندسی تکنولوژی نساجی

کارشناسی ارشد تکنولوژی نساجی، دوره‌ای است آموزشی از دروس مهندسی تکنولوژی نساجی همراه با انجام یک تحقیق علمی که منتهی به ارائه رساله‌ای در مورد در زمینه‌های علمی و مهندسی تکنولوژی نساجی می‌گردد. هدف از ارائه این دوره تربیت نیروهای متخصصی است که دارای قابلیت‌ها و توانایی‌های در محدوده کاری تکنولوژی نساجی باشند.

### گرایش کارشناسی ارشد مدیریت صنایع نساجی
- کارشناسی ارشد مدیریت صنایع نساجی

کارشناسی ارشد مدیریت صنایع نساجی، دوره‌ای است آموزشی با ترکیبی از دروس مهندسی صنایع و مهندسی نساجی همراه با انجام یک تحقیق علمی که منتهی به ارائه رساله‌ای در مورد مسائل مدیریتی صنعت نساجی کشور در زمینه‌های علمی و مهندسی می‌گردد. هدف از ارائه این دوره تربیت مدیران متخصصی است که دارای قابلیت‌ها و توانایی‌های مدیریتی در محدوده کاری صنایع نساجی باشند.

### گرایش کارشناسی ارشد مهندسی ساختارهای نانو لیفی
- مهندسی ساختارهای نانو لیفی

رشته مهندسی سازه‌های نانو لیفی برای ایجاد توانمندی‌های علمی در راستای توسعه تحقیقات روی ساختارهای نانو لیفی به منظور ایجاد صنایع نوین و توسعه صنایع فعلی با بهره‌گیری از فناوری نانو با عنایت ویژه وزارت علوم، تحقیقات و فناوری مورد تصویب قرار گرفت. این رشته برای اولین بار توسط گروه تخصصی سازه‌های نانو لیفی دردانشکده مهندسی نساجی دانشگاه صنعتی امیرکبیر مطرح و پس از تعریف دوره و تصویب آن توسط وزارت علوم، تحقیقات و فناوری برای اولین بار در سال ۱۳۸۸ اقدام به پذیرش دانشجو نمود. با توجه به جوان بودن دانش فناوری نانو، در ارائه دروس رشته از منابع درسی روز آمد استفاده می‌شود که خود بر انگیزنده نشاط علمی و پژوهشی در دانش پژوهان این رشته‌است. رویکرد کلی تعریف دروس و پروژه در این رشته تقویت بنیه‌های پژوهشی جوانان علاقه‌مند و توانای این کشور در محور ایجاد زیر ساخت‌های لازم برای افق در پیش رو ی صنایع نانو تکنولوژی در قالب انجام پژوهش‌های بنیادی وو بنیادی –کاربردی می‌باشد به‌طوری‌که دانش آموختگان این رشته توانایی‌های لازم را برای اشتغال در صنایع مختلف نانو فنا وری داشته و دارای قابلیت‌های کار آفرینی در عرصه صنایع دانش بنیان می‌باشند.
اهداف راه‌اندازی این رشته عبارتند از:
1. ایجاد انگیزه برای دانشجویان در ادامه تحصیل در شاخه‌های جدید نساجی
2. ایجاد فضای کاری برای جذب نیروهای با استعداد و توانمند علمی جهت انجام پژوهش در زمینه‌های علوم و فناوری نانو.
3. برآورده نمودن نیازهای علمی در زمینه‌های صنعتی و پزشکی در محور محصولات نانو لیفی.
4. تأمین نیروی کارشناس لازم برای تأسیس صنایع نوین مبتنی بر نانو تکنولوژی لیفی (سازه‌های نانو لیفی دارای ارزش افزوده بالا)
5. ارتقاء تولیدات صنایع نساجی با بهره‌گیری از فناوریهای نانو (تولید منسوجات نانو لیفی هوشمند و نانو ذرات).
6. تأمین دانش لازم برای نانوفناوری مورد نیاز در فناوری‌های جدید (از جمله در زمینه‌های فیلتراسیون مواد جاذب رنگهای نانو و تکمیل‌های چند منظوره)[۸]

## گرایش‌های آموزشی در مقطع دکتری
دوره دکتری مهندسی نساجی بالاترین مقطع تحصیلی دانشگاهی در زمینه‌های مختلف صنایع و علوم نساجی می‌باشد که در آن دانشجو با همکاری استادان راهنمای خود تحقیقات نظری و تجربی عمیقی را در مرزهای دانش صنایع و علوم نساجی به انجام می‌رساند.
تأسیس دوره دکتری مهندسی نساجی در سال ۱۳۷۱ با هدف تربیت بخشی از اعضای هیئت علمی مورد نیاز دانشکده‌های مهندسی نساجی و دیگر مراکز علمی و تحقیقاتی مرتبط و نیز پرکردن خلاء پژوهش در صنایع نساجی کشور و تبادل نظر با مراکز علمی سایر نقاط جهان، صورت گرفته‌است.
دانشکده مهندسی نساجی دانشگاه صنعتی امیرکبیر، اولین دانشکده مهندسی نساجی در کشور است که با برخورداری از کادر مجرب هیئت علمی و تجهیزات کامل و پیشرفته کارگاهی و آزمایشگاهی، دوره دکتری مهندسی نساجی را ارائه می‌نماید.

گرایش‌های مقطع دکتری عبارتند از:
- دکتری مهندسی شیمی نساجی وعلوم الیاف
- دکتری مهندسی تکنولوژی نساجی

## اعضای هیئت علمیدانشکده مهندسی نساجی
| ردیف | نام و نام خانوادگی     | زمینه فعالیت                                                                                     | محل اخذ مدرک تحصیلی |
| ---- | ---------------------- | ------------------------------------------------------------------------------------------------ | ------------------- |
| ۱    | آزیتا آسایش            | خواص فیزیکی و مکانیکی پارچه، منسوجات صنعتی                                                       | **                  |
| ۲    | علی اصغر اصغریان جدی   | خصوصیات فیزیکی و ساختمانی پارچه                                                                  | **                  |
| ۳    | سمیه اکبری             | سنتز و اصلاح سطح پلیمرها، ترکیبات دندریمری                                                       | **                  |
| ۴    | محمد امانی تهران       | تکنولوژی رنگ، پردازش تصویر، مدلسازی                                                              | **                  |
| ۶    | سید حسین امیرشاهی      | علوم و تکنولوژی رنگ، کاربرد مواد رنگزا                                                           | **                  |
| ۷    | محمدرضا بابایی لواسانی | چاپ کالای نساجی با روش‌های دیجیتال                                                                | **                  |
| ۸    | سید هژیر بهرامی        | سنتز پلیمرها، تولید الیاف، مواد مرکب                                                             | **                  |
| ۹    | سید محمد حسینی ورکیانی | منسوجات بی بافت و کفپوشهای ماشینی                                                                | **                  |
| ۱۰   | محمد حقیقت کیش         | پلیمر و علوم الیاف                                                                               | **                  |
| ۱۱   | فاطمه داداشیان         | خصوصیات فیزیک و میکروسکوپ الیاف، نخ و پارچه، مدیریت محیط زیست، مدیریت نساجی، بازیافت الیاف نساجی | **                  |
| ۱۲   | هادی دبیریان           | خواص مکانیکی منسوجات صنعتی و کامپوزیت ها                                                         | **                  |
| ۱۳   | عباس سرشار زاده        | مقدمات بافندگی، بافندگی حلقوی پودی                                                               | **                  |
| ۱۴   | سعید شیخ‌زاده نجار      | خصوصیات فیزیکی و مکانیکی منسوجات، ریسندگی الیاف کوتاه                                            | **                  |
| ۱۵   | عبدالحسین صادقی        | مدیریت تولید و کیفیت                                                                             | **                  |
| ۱۶   | مجید جوهری             | دینامیک و مکانیک تولید نخ، ریسندگی                                                               | **                  |
| ۱۷   | سید محمد عترتی         | ریسندگی، اتوماسیون و کنترل در نساجی                                                              | **                  |
| ۱۸   | رضا قاسمی یقین         | مدیریت صنایع نساجی، زنجیره تأمین، قیمت‌گذاری و مدیریت درآمد                                       | **                  |
| ۱۹   | علی‌اکبر قره‌آغاجی       | مکانیک و راحتی پوشاک                                                                             | **                  |
| ۲۰   | منصوره قنبرافجه        | رنگرزی و فیزیک رنگ                                                                               | **                  |
| ۲۱   | محمد کریمی             | فیزیک پلیمر و الیاف                                                                              | **                  |
| ۲۲   | مسعود لطیفی            | سازه‌های الیافی و پوشاک هوشمند                                                                    | **                  |
| ۲۳   | محمدرضا محدث مجتهدی    | تکسچرایزینگ و فرآیندهای تولید الیاف مصنوعی                                                       | **                  |
| ۲۴   | رضا محمد علی مالک      | رنگرزی و چاپ                                                                                     | **                  |
| ۲۵   | محمد معروفی            | خصوصیات فیزیولوژیکی و راحتی پارچه                                                                | **                  |
| ۲۶   | طاهره معینی            | علوم الیاف و تکنیک‌های چاپ                                                                        | **                  |
| ۲۷   | وجیهه ملکی             | فیزیک نساجی                                                                                      | **                  |
| ۲۸   | فیروزمهر مظاهری        | رنگرزی، چاپ و تکمیل پارچه                                                                        | **                  |
| ۲۹   | مجید منتظر             | تکمیل نانو و بیوفیزیکی کالای نساجی                                                               | **                  |
| ۳۰   | احمد موسوی شوشتری      | علوم و تکنولوژی تولید الیاف مصنوعی، اصلاح خواص ساختاری و سطحی الیاف، تولید نانوالیاف             | **                  |
| ۱۳   | فاطمه موسی‌زادگان       | تکنولوژی تولید پوشاک                                                                             | **                  |
| ۳۲   | هوشنگ نصرتی            | کنترل و بافندگی، مواد مرکب                                                                       | **                  |
| ۳۳   | پرویز نورپناه          | تولید الیاف و خصوصیات آن                                                                         | **                  |
| ۳۴   | ناهید همتی نژاد        | تکمیل کالای نساجی، نانو/ بیوتکنولوژی، شیمی الیاف طبیعی                                           | **                  |
| ۳۵   | مریم یوسف‌زاده          | پوشاک با کارایی‌های ویژه، تولید نانوالیاف، خصوصیات فیزیکی و مکانیکی منسوجات                       | **                  |

منبع:سایت دانشگاه صنعتی امیرکبیر

## امکانات دانشکده

### کتابخانهٔ دانشکده
- طبق آخرین آماری که این دانشگاه اعلام کرده‌است، کتابخانه دانشکده دارای حدود ۳۶۱۰ جلد کتاب لاتین، ۲۵۲۱ جلد کتاب فارسی، ۳۸ عنوان مجله فارسی و لاتین، ۱۲۰۴۸ عنوان پروژه کارشناسی، ۸۱۱ عنوان پروژه کارشناسی ارشد و ۸۹ رساله دکترا می‌باشد. مجلات اصلی دانشکده در کتابخانه مرکزی دانشگاه نگهداری می‌شود.
- کتابخانه دانشکده مهندسی نساجی یکی از غنی‌ترین کتابخانه‌های اقماری این دانشگاه در حوزه مهندسی نساجی و گرایش‌های وابسته به آن به‌شمار می‌آید.

### کارگاه‌ها و آزمایشگاه‌های گروه تکنولوژی نساجی
- کارگاه بافندگی تاری و پودی
- کارگاه بافندگی حلقوی پودی
- کارگاه بافندگی حلقوی تاری
- کارگاه مقدمات بافندگی
- کارگاه ریسندگی الیاف بلند
- کارگاه ریسندگی الیاف کوتاه
- کارگاه منسوجات بی بافت
- کارگاه ساخت و ماشین ابزار
- آزمایشگاه برق و الکترونیک
- آزمایشگاه فیزیک نساجی و کنترل کیفیت

### کارگاه‌ها و آزمایشگاه‌های گروه شیمی نساجی
- آزمایشگاه آب و پساب
- آزمایشگاه شیمی آلی
- آزمایشگاه بیوتکنولوژی
- آزمایشگاه شیمی پلیمر
- آزمایشگاه تکمیل
- آزمایشگاه علوم الیاف
- آزمایشگاه رنگرزی
- آزمایشگاه کنترل کیفیت
- آزمایشگاه رنگ همانندی
- آزمایشگاه آنالیز حرارتی
- آزمایشگاه شیمی تجزیه
- آزمایشگاه میکروسکپ نوری
- آزمایشگاه الکتروریسی سازهای نانو لیفی
- آزمایشگاه نانو/بیوتکمیل
- کارگاه چاپ منسوجات
- کارگاه ذوب ریسی

### کارگاه‌ها و آزمایشگاه‌های گروهپوشاک
- کارگاه تکنولوژی تولید پوشاک
- کارگاه طراحی
- کارگاه ساختمان پوشاک
- کارگاه فیوزینگ
- کارگاه CAD[۱۰][۱۱]

### مراکز تحقیقاتی
- مرکز تحقیقات کامپیوتر و الکترونیک در نساجی
- مرکز تحقیقات ریسندگی
- مرکز تحقیقات بافندگی
- مرکز تحقیقات منسوجات بی بافت

### پژوهشکده مواد و فناوریهای پیشرفته در نساجی
رسالت پژوهشکده، گسترش پژوهش‌های کاربردی و توسعه‌ای، به منظور ارتقاء سطح مزیت‌های رقابتی و افزایش بهره‌وری، کارایی و رقابت‌پذیری صنایع نساجی و پوشاک کشور است.
فعالیت‌های پژوهشی پژوهشکده در سه گروه پژوهشی زیر سازمان داده شده‌است:
- گروه پژوهشی مهندسی و فناوری الیاف مصنوعی و مواد پیشرفته
- گروه پژوهشی فناوری‌های پیشرفته تولید منسوجات
- گروه پژوهشی فناوری‌های پیشرفته فرآیندهای شیمیایی منسوجات

### سایت رایانهٔ دانشکده
مرکز کامپیوتر دانشکده مهندسی نساجی در دو بخش جداگانه به نام‌های مرکز کامپیوتر دانشجویان تحصیلات تکمیلی و مرکز کامپیوتر دانشجویان کارشناسی فعالیت می‌کند.
دانشکده مهندسی نساجی دارای دو سایت دانشجویان کارشناسی و سایت دانشجویان کارشناسی ارشد است.